# 雪霸神駒
雪霸神駒（英語：Northern Superstar，來港前稱Edict Of Nantes），是一匹曾經在南非和香港出賽的退役賽駒，練馬師是苗禮德。競賽生涯中兩勝國際一級賽。
「雪霸神駒」在港出賽17次，但從未跑入前三名，2021年2月11日結束在香港的競賽生涯。